# Myospila pallidibasis
Myospila pallidibasis är en tvåvingeart som beskrevs av John Richard Vockeroth 1972. Myospila pallidibasis ingår i släktet Myospila och familjen husflugor. Inga underarter finns listade i Catalogue of Life.